# Équipe du Japon féminine de hockey sur glace
Cet article traite de l'équipe féminine. Pour l'équipe masculine, voir Équipe du Japon de hockey sur glace.
L'Équipe du Japon féminine de hockey sur glace est la sélection des meilleures joueuses japonaises de hockey sur glace lors des compétitions internationales. Elle est sous la tutelle de la fédération du Japon de hockey sur glace. Le Japon est classé 6e sur 42 équipes au classement IIHF 2021 .

## Effectif
| No    | Nom                  | Position  | Club                        |
| ----- | -------------------- | --------- | --------------------------- |
| +001, | Nana Fujimoto        | Gardien   | Färjestad BK (SDHL)         |
| +002, | Shiori Koike         | Défenseur | DK Peregrine (OG)           |
| +003, | Aoi Shiga            | Défenseur | Toyota Cygnus (OG)          |
| +004, | Ayaka Toko - A       | Défenseur | Seibu Princess Rabbits (OG) |
| +006, | Sena Suzuki          | Défenseur | Seibu Princess Rabbits (OG) |
| +007, | Yukiko Kawashima     | Défenseur | DK Peregrine (OG)           |
| +008, | Akane Hosoyamada - A | Défenseur | DK Peregrine (OG)           |
| +010, | Haruna Yoneyama      | Attaquant | DK Peregrine (OG)           |
| +011, | Mei Miura            | Attaquant | Toyota Cygnus (OG)          |
| +012, | Chiho Osawa - C      | Attaquant | Luleå HF (SDHL)             |
| +014, | Haruka Toko          | Attaquant | Seibu Princess Rabbits (OG) |
| +015, | Rui Ukita            | Attaquant | Daishin (OG)                |
| +016, | Akane Shiga          | Attaquant | Toyota Cygnus (OG)          |
| +018, | Suzuka Taka          | Attaquant | DK Peregrine (OG)           |
| +019, | Chika Otaki          | Attaquant | DK Peregrine (OG)           |
| +021, | Hanae Kubo           | Attaquant | Seibu Princess Rabbits (OG) |
| +022, | Miho Shishiuchi      | Attaquant | Toyota Cygnus (OG)          |
| +023, | Hikaru Yamashita     | Attaquant | Seibu Princess Rabbits (OG) |
| +027, | Remi Koyama          | Attaquant | Seibu Princess Rabbits (OG) |
| +028, | Shiori Yamashita     | Défenseur | Seibu Princess Rabbits (OG) |
| +030, | Akane Konishi        | Gardien   | Seibu Princess Rabbits (OG) |
|       | Miyuu Masuhara       | Gardien   | DK Peregrine (OG)           |

## Résultats

### Jeux olympiques
- 1998 - 6e place
- 2002 - Non qualifié
- 2006 - Non qualifié
- 2010 - Non qualifié
- 2014 - 8e place
- 2018 - 6e place
- 2022 - 6e place

### Championnats du monde
- 1990 - 8e place
- 1992 - pas de participation
- 1994 - pas de participation
- 1997 - pas de participation
- 1999 - 9e place (1er du Groupe B)
- 2000 - 8e place,
- 2001 - 10e place, (2e de Division I)
- 2003 - 9e place, (1er de Division I)
- 2004 - 8e place,
- 2005 - 10e place, (2e de Division I)
- 2007 - 10e place (1er de Division I)
- 2008 - 7e place
- 2009 — 8e place,
- 2011 — Ne participe pas[4]
- 2012 — 11e place, (3e de Division IA)
- 2013 — 9e place, (1er de Division IA)
- 2014 — Division élite non disputée
- 2015 — 7e place
- 2016 — 8e place,
- 2017 — 9e place, (1er de Division IA)
- 2018 — Division élite non disputée
- 2019 — Huitième
- 2020 — Pas de compétition en raison de la pandémie de coronavirus[5]
- 2021 — 6e place

Note : Promue ;  Reléguée

### Championnats du Pacifique
- 1995 — Quatrième
- 1996 — Quatrième

### Jeux asiatiques d'hiver
- 1996 —  Médaille d'argent
- 1999 —  Médaille d'argent
- 2003 —  Médaille d'argent
- 2007 —  Médaille d'argent
- 2011 —  Médaille d'argent
- 2017 —  Médaille d'or

### Classement mondial
| Année | Rang | Points | Progression |
| ----- | ---- | ------ | ----------- |
| 2003  | 10   | 1425   | -           |
| 2004  | 10   | 2 405  | ±0          |
| 2005  | 10   | 2 380  | ±0          |
| 2006  | 10   | 2 350  | ±0          |
| 2007  | 10   | 2 345  | ±0          |
| 2008  | 9    | 2 420  | +1          |
| 2009  | 9    | 2 465  | ±0          |
| 2010  | 9    | 2 435  | ±0          |
| 2011  | 11   | 2 420  | -2          |
| 2012  | 11   | 2 285  | ±0          |

| Année      | Rang | Points | Progression |
| ---------- | ---- | ------ | ----------- |
| 2013       | 10   | 2 315  | +1          |
| Fév. 2014  | 9    | 2 395  | +1          |
| Avril 2014 | 8    | 3 395  | +1          |
| 2015       | 8    | 3 230  | ±0          |
| 2016       | 7    | 3 015  | +1          |
| 2017       | 9    | 2 720  | -2          |
| Fév. 2018  | 8    | 3 510  | +1          |
| Avril 2018 | 7    | 3 555  | +1          |
| 2019       | 6    | 3 290  | +1          |
| 2020       | 6    | 3 070  | ±0          |
| 2021       | 6    | 2 840  | ±0          |

## Équipe moins de 18 ans

### Championnat du monde moins de 18 ans
L'équipe du Japon des moins de 18 ans a participé dès la première édition du championnat du monde pour cette catégorie.
- 2008 — 3e du Groupe A
- 2009 — 1re de Division I
- 2010 — 3e place
- 2011 — 8e place,
- 2012 — 3e de Division I
- 2013 — 1re de Division I
- 2014 — 7e place
- 2015 — 8e place
- 2016 — 1re de Division I
- 2017 — 8e place
- 2018 — 1re place de Division IA
- 2019 — 8e place
- 2020 — 2e de Division IA
- 2021 — Pas de compétition en raison de la pandémie de coronavirus

### Jeux olympiques de la jeunesse
- 2012 — Ne participe pas
- 2016 — Ne participe pas
- 2020 —  Médaille d'or